# Манубах
Манубах (њем. Manubach) општина је у њемачкој савезној држави Рајна-Палатинат. Једно је од 66 општинских средишта округа Мајнц-Бинген. Према процјени из 2010. у општини је живјело 347 становника. Посједује регионалну шифру (AGS) 7339036.

## Географски и демографски подаци
Манубах се налази у савезној држави Рајна-Палатинат у округу Мајнц-Бинген. Општина се налази на надморској висини од 160 метара. Површина општине износи 7,7 km². У самом мјесту је, према процјени из 2010. године, живјело 347 становника. Просјечна густина становништва износи 45 становника/km².